# Melhor jogador do mundo pela FIFA em 2005

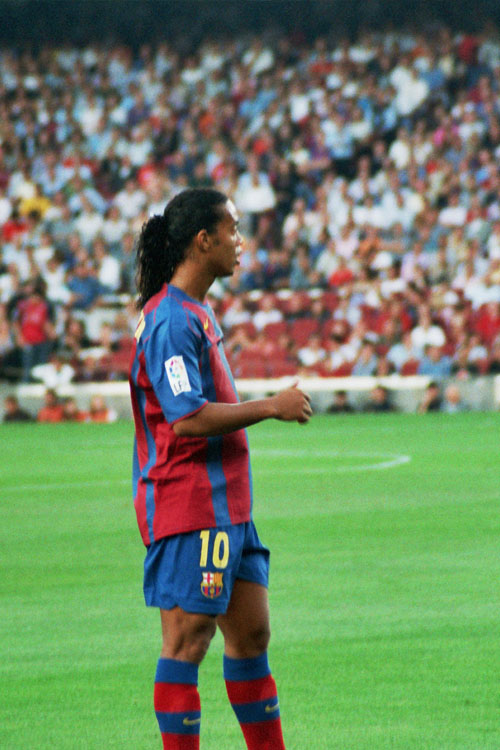
Ronaldinho, atuando pelo Barcelona

O Melhor jogador do mundo pela FIFA em 2005 premiou o brasileiro Ronaldinho pela segunda vez consecutiva, fazendo a maior diferença em pontos do prêmio, tendo passado pelo também brasileiro Rivaldo. Ele terminou à frente do meio-campista do Chelsea Frank Lampard e de seu companheiro de equipe no Barcelona Samuel Eto'o.

## Resultado
|    | Jogador             | Pts |
| 1  | Ronaldinho Gaúcho   | 956 |
| 2  | Frank Lampard       | 306 |
| 3  | Samuel Eto'o        | 190 |
| 4  | Thierry Henry       | 172 |
| 5  | Adriano             | 170 |
| 6  | Andriy Shevchenko   | 153 |
| 7  | Steven Gerrard      | 131 |
| 8  | Kaká                | 101 |
| 9  | Paolo Maldini       | 76  |
| 10 | Didier Drogba       | 65  |
| 11 | Michael Ballack     | 64  |
| 12 | Ronaldo             | 63  |
| 13 | Zinedine Zidane     | 55  |
| 14 | Zlatan Ibrahimović  | 36  |
| 15 | Deco                | 24  |
| 16 | Juan Román Riquelme | 20  |
| 17 | Robinho             | 19  |
| 18 | David Beckham       | 17  |
| 18 | Wayne Rooney        | 17  |
| 20 | Cristiano Ronaldo   | 13  |
| 21 | Ruud van Nistelrooy | 11  |
| 22 | Michael Essien      | 11  |
| 23 | Raúl                | 8   |
| 24 | Pavel Nedvěd        | 8   |
| 25 | Arjen Robben        | 5   |
| 26 | Cafu                | 3   |
| 27 | Jay-Jay Okocha      | 3   |
| 28 | Alessandro Nesta    | 3   |
| 29 | Roberto Carlos      | 3   |
| 30 | Gianluigi Buffon    | 1   |